# Seventeen (musikalbum)
Seventeen är debutalbumet från den belgiska sångerskan Iris som släpptes den 26 april 2012. Albumet innehåller 11 låtar, däribland "Would You?" som var Belgiens bidrag i Eurovision Song Contest 2012 och som är albumets andra singel efter "Wonderful". Albumet innehåller även sången "Safety Net" som var Iris andra bidrag i Belgiens uttagning till Eurovision men som blev slagen av "Would You?" i telefonomröstningen.
Albumet debuterade på plats 30 på den belgiska albumlistan den 5 maj 2012.

## Låtlista
| Nr  | Titel               | Längd |
| --- | ------------------- | ----- |
| 1.  | Safety Net          | 2:59  |
| 2.  | I Know              | 2:56  |
| 3.  | Gone (feat. Dean)   | 3:38  |
| 4.  | 17                  | 3:09  |
| 5.  | 24/7                | 3:34  |
| 6.  | My Lucky Day        | 3:01  |
| 7.  | Girlfriend          | 2:50  |
| 8.  | Welcome to My World | 3:23  |
| 9.  | Fly Away            | 3:38  |
| 10. | Wonderful           | 3:03  |
| 11. | Would You?          | 2:59  |

## Listplaceringar
| Lista (2012) | Topplacering |
| ------------ | ------------ |
| Belgien      | 30           |